# Ибн аль-Азрак аль-Фарики
Ахмад ибн Юсуф ибн Али или Ахмад ибн Юсуф ибн аль-Азрак аль-Фарики (араб. أحمد بن يوسف بن الأزرق الفارقي‎; февраль 1117 — не ранее июля 1181) — средневековый историк из Майяфарикина. Его основная работа — «Тарих Майяфарикин ва Амид» («История Майяфарикина и Амида»), является ценным источником по истории династий Артукидов и Мерванидов, содержит уникальные сведения об отношениях Сельджукидов с аббасидскими халифами.

## Биография

### Происхождение
Всё, что известно об Ибн аль-Азраке, известно с его слов. Он родился в Майяфарикине в  феврале 1117 года (как следует из нисбы аль-Фарики) и был курдского, арабского или тюркского происхождения. Относительно его вероисповедания русский востоковед В. Ф. Минорский утверждал, что Ибн аль-Азрак был шиитом (сторонником Алидов), а британский востоковед К. Хилленбранд  — что он был суннитом.
Ахмад происходил из известной в Майяфарикине семьи. В своём труде историк упомянул, что его деда звали Али ибн аль-Азрак. Он занимал должность назира (чиновника) в Хисн-Кейфе во время захвата города Ибн Джахиром, визирем сельджукидского султана Мелик-шаха, в  1085/86 году. В  1088/89 году жители Хисн-Кейфы отправили нескольких представителей (среди них был Али) ко двору султана, чтобы добиться смещения сельджукидского наместника (вали) Абу Али аль-Балхи . В  1089/90 году при новом вали, Амид ад-Дауле, Али стал назиром и наместником Эрзена. В конце  1101/02 вместе с ведущими горожанами Али сопровождал Амид ад-Даулу в Багдад через Исфахан. В Багдаде они были допущены во дворец халифа.
Отец Ахмада, Юсуф, был торговцем. Первую поездку Ахмад совершил с отцом в  1134/35 году в возрасте 19 лет и посетил Мардин, затем Мидан.

### Ранние годы
Большую часть своей жизни Ахмад провел в путешествиях. В  1136 году он несколько дней провёл в Нусайбине, где видел атабека Мосула Имад ад-Дина Занги.
В Багдад он ездил трижды. В  1139/40 году он пробыл в Багдаде шесть месяцев и учился у разных учителей, изучая Коран, хадисы, фикх, фард, грамматику арабского языка и литературу. Он видел, как халиф аль-Муктафи принимал присягу визиря Квадж Изз аль-Мулька, присутствовал при прибытии невесты халифа, сестры сельджукидского султана Месуда, а также на свадьбе Месуда с дочерью халифа. Ахмад посетил могилу сабахи Салмана аль-Фариси. Желая узнать подоплёку происходивших в то время политических событий, он встретился с Саидом Ибн аль-Анбари, который был в совете халифа и участвовал в войне с султаном Месудом. От него историк получил подробную информацию о причинах действий халифа против султана. Это позволило ему дать в своём труде более достоверную информацию, полученную от участников событий.
В  1141/42 году Ахмад был с отцом в Амиде. В качестве торговых агентов правителя Артукидов Хусам ад-Дина Тимурташа они ездили с отцом в Мудан ( 1147/48) и Мосул ( 1149/50), где торговали металлами: в Мудане они с отцом закупали медь для чеканки монет Хусам ад-Дина, в Мосуле продавали железо.
В  1148/49 году он был распорядителем вакуфа. После смерти атабека Мосула Сейф ад-Дина Гази в  1149 году он был свидетелем освобождения визиря атабека Нур ад-Дина, Кадилкудата Кемал ад-Дина аль-Шахразури, и его брата Тадж ад-Дина из тюрьмы Кутб ад-Дином Маудудом, сыном Имад ад-Дина Занги. После этого Ахмад разговаривал с аль-Шахразури, который сообщил ему подробности смерти Занги. В конце того же года он присутствовал при осаде Дары Тимурташем и оставался в его ставке до капитуляции города. В 1151 году аль-Фарики вернулся из Мосула в Мардин через Хлат и отправился в Багдад во второй раз за тот же год.
Во время своего второго пребывания в Багдаде в  1151/52 году Ахмад учился у проповедника Кутб ад-Дина аль-Абади. От племянника визиря нескольких халифов начиная с аль-Мустазхира, он получил полный отчёт о конфликте между султаном Месудом и халифами аль-Мустаршидом и ар-Рашидом, об их смерти и воцарении халифа аль-Муктафи. После этого он отправился в Майяфарикин, но по пути в Тикрите получил известие о смерти султана Месуда и из Тикрита поехал в Мосул.

### Посещения Грузии
В 1153/54 году Ахмад находился при дворе грузинского царя Деметре. По предположению В. Минорского, Ибн аль-Азрак был секретарем царя Грузии. В 1153 году он посетил Тифлис и Абхазию, а в 1154 году побывал в Дербенте. Затем он уехал в Майяфарикин через территории греков и Данишмендидов. Яги-Басан Данишмендид звал его к себе на службу, поскольку как раз в это время умер Артукид Тимурташ, которому служил Ахмад. В  1154 году через Хлат Ахмад направился в Рей, где посетил могилы Хосрова и Мухаммеда бен аль-Хасана, учеников мухаддиса Абу Ханифы. Затем он вернулся в Майяфарикин.
В 1162/63 году Ибн аль-Азрак снова посетил в Грузию. Возвращался он в  1163/64 году через Хлат. Он описал торжества в городе в связи с поражением грузинского царя от союзных войск сельджукского султана Арслан-шаха, сына Тогрула, и мусульманских правителей Сукмана Шах-Армена, Шамс ад-Дина Ильдегиза и Фахр ад-Дина из Эрзена. В честь празднества были зарезаны 300 волов, а их мясо раздали среди нуждающихся.

### Последние годы
В  1166/67 году Ахмад опять стал распорядителем вакуфов (mutawallī ishrāf al-waqf) в районе Майяфарикина. В  1167/68 году его уговорили занять ту же должность в Дамаске, он пробыл на ней два года. В Дамаске кади Камаль ад-Дин аль-Шахразури назначил его на должность назира. Ахмад находился в Дамаске  29 июня (9 июля) 1170 года во время сильного землетрясения, а в  декабре того же года он наблюдал отправление в Египет каравана брата везиря Салах ад-Дина с семьёй. Затем историк вернулся в Майяфарикин.
В Багдаде в последний раз Ахмад был в  1172/73 или  1173/74 году, в этот раз он посетил могилу имама Суфьяна ас-Саури. В  1174/75 году он путешествовал и посетил Амид, Хаму, Хани. Последние данные о себе, которые приведены в сохранившейся части его труда, относятся к  1175/76 году: Ахмад был в Хлате, когда туда после ещё одной успешной кампании против Грузии прибыли останки умершего визиря Шах-Армена, и наблюдал горе и скорбь народа. В связи с этим британские историки Г. Ф. Амедроз и А. Маллетт писали, что неизвестно, в каком году Ахмад умер, поскольку последние листы его труда не сохранились. Американский историк ислама Ч. Ф. Робинсон считал, что это предположительно произошло в последней четверти шестого века Хиджры. Однако в XX веке в конце рукописи аль-Газали «Воскрешение религиозных наук» (араб. «إحياء علوم الدين»‎), хранящейся в библиотеке Честера Битти в Дублине, была обнаружена заметка, написанная Ибн аль-Азраком. Историк сообщал, что дважды прочитал рукопись и написал копию для себя. Датирована заметка  11 июля 1181 года. Арабский историк Б. А. Л. Авад в 1959 году и грузинский исследователь Э. Сихарулидзе в 1985 году уже указывали 1181 год как год смерти Ахмада.
Биографии Ибн аль-Азрака аль-Фарики нет ни в одном средневековом биографическом словаре, что свидетельствует, вероятно, о его малой популярности в Средние века.